# Thermodesulfobacterium thermophilum
Thermodesulfobacterium thermophilum es una bacteria gramnegativa del género Thermodesulfobacterium. Inicialmente descrita en el año 1974 cómo Desulfovibrio thermophilus. Posteriormente fue reclasificada como Thermodesulfobacterium mobile en el año 1991. Debido a que en los cambios de género, el nombre de la especie debe mantenerse, finalmente fue corregida a Thermodesulfobacterium thermophilum en el año 2003. Su etimología hace referencia a amante del calor. Es termófila, anaerobia y reductora de sulfato. Se ha aislado de fuentes termales en Rusia. 